# Branko Karačić
Pour les articles homonymes, voir Karačić (homonymie).
Branko Karačić, né le 24 septembre 1960 à Vinkovci, est un joueur de football croate, qui évoluait comme milieu de terrain offensif. Depuis la fin de sa carrière, il s'est reconverti dans le métier d'entraîneur.

## Carrière de joueur

### Les débuts en Yougoslavie
Branko Karačić voit le jour à Vinkovci, une ville croate, qui fait encore partie à l'époque de la Yougoslavie. Il joue dans les équipes de jeunes de diverses équipes locales, et rejoint en 1981 le NK Osijek, en première division yougoslave. Il dispute six saisons avec ce club, jouant plus de 300 matches, puis rejoint en 1987 le Hajduk Split, un des grands clubs du pays. Après deux saisons à Split, il tente l'aventure à l'étranger, et rejoint le Cercle de Bruges, dans le championnat de Belgique.

### Un pilier du Cercle de Bruges
Karačić s'impose d'emblée comme titulaire en milieu de terrain, et se fait remarquer par sa qualité de passe et la précision de ses coups francs. Il débute en championnat le 16 août 1989 face au RFC Liège, et ne quitte plus l'équipe-type par la suite. Il inscrit dix buts lors de sa première saison à Bruges, et treize la saison suivante. Il est aussi un des meilleurs passeurs du championnat, comptant à son actif de nombreux « assists » pour le buteur Josip Weber. Avec une moyenne supérieure à dix buts par an, il joue un rôle prépondérant dans les bonnes saisons du Cercle au début des années 1990. Il joue son dernier match sous le maillot vert et noir le 9 mai 1993 face au RWDM, au cours duquel il inscrit également son dernier but.

### Transferts, blessures, et fin de carrière
En 1993, il est transféré à La Gantoise, un club plus ambitieux qui vise une participation à une coupe d'Europe. Mais les choses ne se passent pas comme prévu pour le joueur, victime d'une grave blessure qui l'éloigne des terrains pour plusieurs mois. N'ayant pas retrouvé son niveau de jeu du Cercle, les dirigeants gantois le laissent partir au FC Linz en 1995. Il ne s'adapte pas à la vie en Autriche, et revient en Belgique un an plus tard, à l'Union Saint-Gilloise, un club au glorieux passé qui vient alors de remonter en deuxième division. Il ne peut éviter la relégation avec son nouveau club, et décide alors de mettre un terme à sa carrière de joueur en 1997.

## Carrière d'entraîneur
Une fois retraité, Branko Karačić retourne en Croatie pour y suivre les cours d'entraîneur. Il est nommé directeur sportif du NK Osijek, ce qui lui permet de suivre les cours tout en étant intégré à la cellule sportive d'une équipe professionnelle. Il obtient son diplôme en 1999, et est nommé adjoint d'Ivo Šušak au NK Zagreb. Un an plus tard, il prend le relai en tant qu'entraîneur principal durant une saison. Il entraîne ensuite différents clubs croates, changeant d'employeur après une ou deux saisons.
En 2002, il est engagé par le NK Marsonia Slavonski Brod, qu'il dirige un an. Il retourne ensuite une saison à Osijek, puis passe un an au NK Slaven Belupo, et encore un an à Cibalia. Après une période creuse, il rejoint en 2007 le NK Slavonac, qu'il dirige durant environ deux saisons. En 2009, il passe à Šibenik, et un an plus tard retourne une nouvelle fois à Osijek, qu'il dirige à nouveau pendant un an. Depuis 2011 enfin, il dirige le club bosnien du NK Široki Brijeg, ce qui constitue sa première expérience à l'étranger.

## Palmarès de joueur
- 1 fois champion d'Autriche de Division 2 en 1996 avec le FC Linz.

## Palmarès d'entraîneur
- Championnat de Bosnie-Herzégovine en 2014 avec le HŠK Zrinjski Mostar.
- Championnat de Croatie D2 en 2019 avec le NK Varazdin

## Statistiques
Seules ses statistiques des saisons passées dans des clubs belges sont disponibles actuellement.
| Saison                | Club                  | Championnat           | Championnat | Championnat | Coupe(s) nationale(s) | Coupe(s) nationale(s) | Total | Total |
| Saison                | Club                  | Division              | M.          | B.          | M.                    | B.                    | M.    | B.    |
| 1981-1982             | NK Osijek             | Division 1            | -           | -           | -                     | -                     | 0     | 0     |
| 1982-1983             | NK Osijek             | Division 1            | -           | -           | -                     | -                     | 0     | 0     |
| 1983-1984             | NK Osijek             | Division 1            | -           | -           | -                     | -                     | 0     | 0     |
| 1984-1985             | NK Osijek             | Division 1            | -           | -           | -                     | -                     | 0     | 0     |
| 1985-1986             | NK Osijek             | Division 1            | -           | -           | -                     | -                     | 0     | 0     |
| 1986-1987             | NK Osijek             | Division 1            | -           | -           | -                     | -                     | 0     | 0     |
| Sous-total            | Sous-total            | Sous-total            | -           | -           | -                     | -                     | 0     | 0     |
| 1987-1988             | Hajduk Split          | Division 1            | -           | -           | -                     | -                     | 0     | 0     |
| 1988-1989             | Hajduk Split          | Division 1            | -           | -           | -                     | -                     | 0     | 0     |
| Sous-total            | Sous-total            | Sous-total            | -           | -           | -                     | -                     | 0     | 0     |
| 1989-1990             | Cercle Bruges KSV     | Division 1            | 29          | 10          | 2                     | 0                     | 31    | 10    |
| 1990-1991             | Cercle Bruges KSV     | Division 1            | 31          | 13          | 1                     | 0                     | 32    | 13    |
| 1991-1992             | Cercle Bruges KSV     | Division 1            | 32          | 9           | 1                     | 0                     | 33    | 9     |
| 1992-1993             | Cercle Bruges KSV     | Division 1            | 29          | 12          | 1                     | 1                     | 30    | 13    |
| Sous-total            | Sous-total            | Sous-total            | 121         | 44          | 5                     | 1                     | 126   | 45    |
| 1993-1994             | KAA La Gantoise       | Division 1            | 16          | 2           | 0                     | 0                     | 16    | 2     |
| 1994-1995             | KAA La Gantoise       | Division 1            | 14          | 1           | 2                     | 0                     | 16    | 1     |
| Sous-total            | Sous-total            | Sous-total            | 30          | 3           | 2                     | 0                     | 32    | 3     |
| 1995-1996             | FC Linz               | Division 2            | -           | -           | -                     | -                     | 0     | 0     |
| Sous-total            | Sous-total            | Sous-total            | -           | -           | -                     | -                     | 0     | 0     |
| 1996-1997             | Union SG              | Division 2            | 17          | 3           | 0                     | 0                     | 17    | 3     |
| Sous-total            | Sous-total            | Sous-total            | 17          | 3           | 0                     | 0                     | 17    | 3     |
| Total sur la carrière | Total sur la carrière | Total sur la carrière | 168         | 50          | 7                     | 1                     | 175   | 51    |